# Reformierte Kirche Trans GR

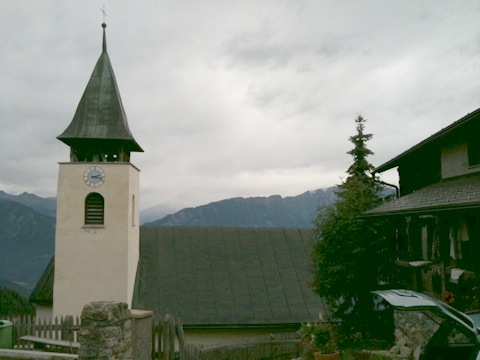
Die Transer Kirche im Dorf

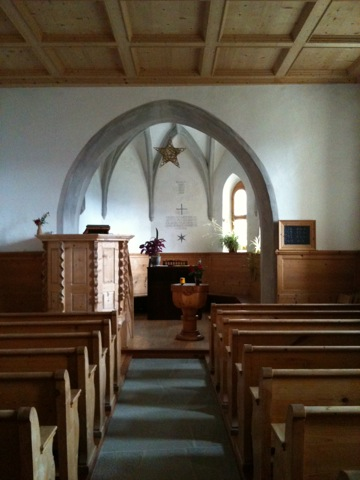
Innenansicht

Die reformierte Kirche in Trans im Ausserdomleschg ist ein evangelisch-reformiertes Gotteshaus unter dem Denkmalschutz des Kantons Graubünden.

## Geschichte und Ausstattung
Ersturkundlich bezeugt ist die Kirche unter dem Patrozinium von Peter und Paulus 1508. 1518 kam es mit Genehmigung des Bischofs von Chur zu einem Neubau. Die Annahme der Reformation in der Gemeinde führte zu Spannungen bis ins 18. Jahrhundert, die als Transer Handel in die Geschichte eingingen und als deren Ergebnis die katholische Minderheit nach Aufkauf der bis dahin gemeinsam genutzten Kirche durch die Reformierten das Dorf verliess. Die Pastoration erfolgte seit der Reformationszeit nicht mehr von Tumegl/Tomils, sondern von Almens aus.
Der Kirchturm trägt ein Zelt-, das Kirchenschiff ein Walmdach. Das Kircheninnere zeichnet sich durch eine holzverkleidete Kassettendecke im Schiff und ein Netzgewölbe im Chor aus. Der Tauftisch ist leicht nach rechts versetzt, gleichwohl zentral. Auf ihm wird auch das Abendmahl gefeiert. Die Kanzel trägt keinen Schalldeckel und ist dem Chor vorgelagert.

## Kirchliche Organisation
Die Evangelisch-reformierte Landeskirche Graubünden führt Trans als eine Predigstätte der Kirchgemeinde Ausserdomleschg. Die Pfarrhäuser befinden sich in Feldis und Almens.

## Galerie

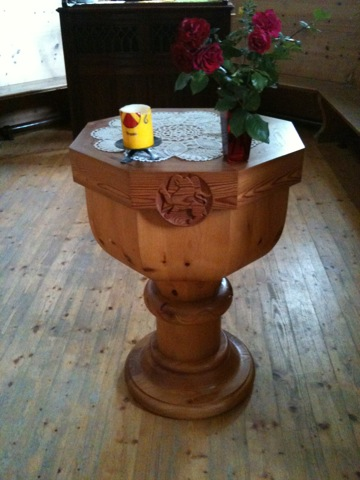
Tauftisch
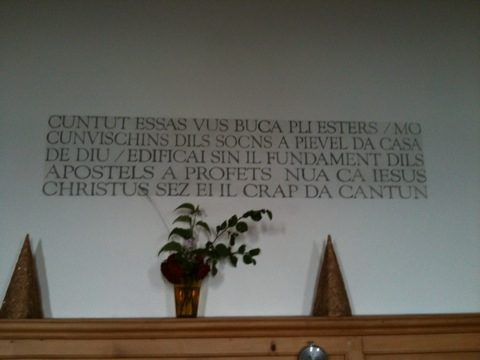
rätoromanische Wandinschrift auf Sutsilvan
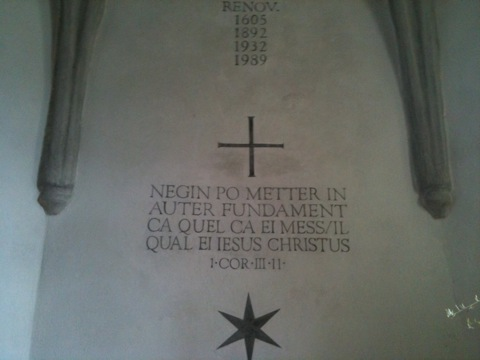
Biblische rätoromanische Wandinschrift im Chor; oben die Renovationsdaten
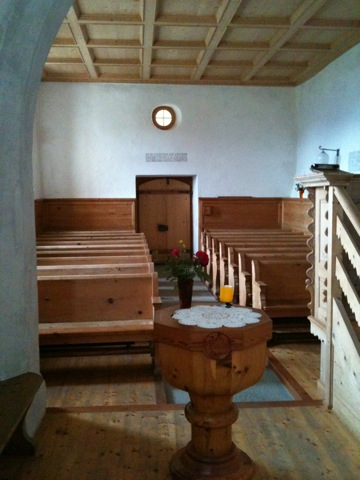
Blick aus dem Chor in das Schiff
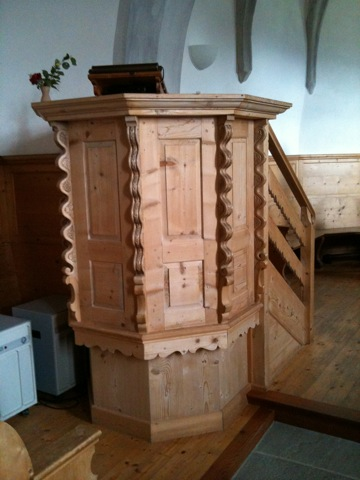
Kanzel
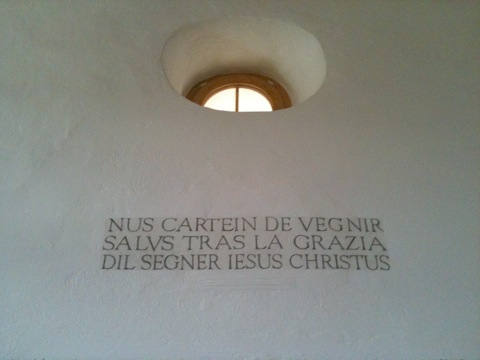
Sutselvische Wandinschrift über dem Ausgang
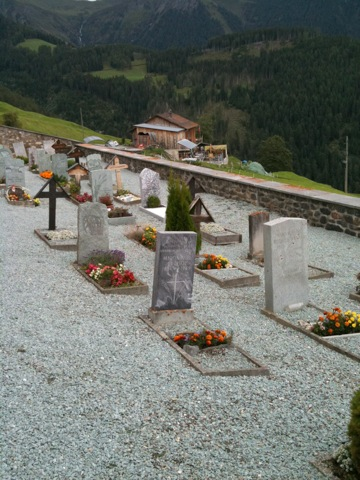
Friedhof bei der Kirche
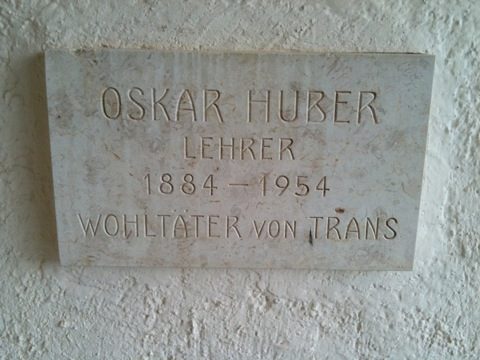
Erinnerungstafel an Dorflehrer Oskar Huber neben dem Portal